# Овсянка Козлова
Овсянка Козлова (Emberiza koslowi) — птица из рода настоящие овсянки семейства овсянковых Emberizidae. Видовое название "koslowi" дано в честь русского путешественника Петра Кузьмича Козлова.

## Описание

### Распространение
Эндемик восточной части Тибетского нагорья. Обнаружена на юго-востоке провинции Цинхай и восточной части Тибетского автономного района на высотах 3600—4600 м над уровнем моря. Находки южнее 31° с. ш. отсутствуют. Ареал ограничен исторической областью Кам. Вид обитает в бассейнах верховьев двух больших рек Дрэ-чу (Янцзы) и Дза-чу (Меконга), стекающих с Тибетского нагорья.
Предпочитают открытые сухие высокогорные кустарниковые заросли стелющейся арчи или рододендронов и безлесные пространства выше уровня распространения лесной растительности.

### Внешний вид
Крупная и длиннохвостая овсянка. В брачном наряде у самца черная шапочка с широкими белыми бровями, простирающимися от ноздрей до затылка. По затылку идет тонкий серый ободок. Спина каштанового цвета. Надхвостье серое. Через глаз идёт широкая уздечка, за глазом чёрная, перед глазом каштановая. Перья вокруг подклювья также каштановые. Белый зоб и чёрное ожерелье являются диагностическими признаками. Брюшко серое с беловатым налётом. На крыльях белые полоски. Маховые чёрные со светлыми концами. Самки и самцы вне сезона размножения окрашено бледнее и лишены черного ожерелья, спина каштановая с чёрной исчерченностью.
Радужина — коричневая, клюв — синевато-чёрный, ноги — оранжево-жёлтые.

### Поведение
Песня состоит из коротких трелек, напоминает песню овсянки Годлевского. Позыв в полёте — тсип, тсип, контактный позыв — высокое нисходящее сиии.
Гнездо имеет куполообразную форму, что, как представляется, уникальная особенность среди подсемейства овсянок Emberizinae, у которых открытые  гнёзда. Самка откладывает 3 или 4 яйца.
Зимой питаются семенами, летом — насекомыми: бабочками, кузнечиками и жуками.
Зимой формирую небольшие стайки.
Основные хищники овсянки Козлова — это хищные птицы, такие как соколы и совы и млекопитающие, такие как лисы, ласки и барсуки.